# 鮫島慎司
鮫島 慎司（さめじま しんじ）は、日本のジャーナリスト、実業家。
日本ケーブルテレビジョン社長、テレビ朝日コンプライアンス統括室長、キャスターなどを務めた。

## 来歴・人物
1974年（昭和49年）明星大学理工学部電気工学科卒業後、テレビ朝日に入社。最初の配属先は技術局技術課だった。翌年、編成局編成部に異動となる。
1979年（昭和54年）には報道局社会部へ。警視庁記者クラブ配属となり、記者生活がスタート。80年にニューヨーク支局特派員となり、12月8日に起きたジョン・レノン暗殺事件の生中継リポートでは、何者かに殺害されたという以外の情報がまったくない中、事件を聞きつけてダコタ・ハウス前に集まったファンが泣きながら「イマジン」を合唱する姿を背にその歌詞の解説をして切り抜けた。
帰国後すぐの1984年（昭和59年）、『おはよう!CNN』のキャスターに抜擢され、87～89年には土日の夕方のニュース番組『ANNニュース&スポーツ』のキャスターを担い、合計約6年間キャスターを務める。
1991年（平成3年）、プロデューサーとして『ステーションEYE』を立ち上げる。93年には当時まだタレントだった蓮舫をキャスターとして起用。このとき、周囲の反対をよそに犬（シープドッグ）の「バギーくん」を番組のイメージキャラクターとしてレギュラー出演させる。中村歌右衛門がこのバギーくんの熱心なファンで、自らテレビ朝日まで足を運んで記念撮影をするほどだった。
その後、報道局副編集長、報道局社会部長、広報局広報部長、コンプライアンス統括室長を歴任し、系列の日本ケーブルテレビジョン社長を務めた。

## 過去の出演番組
報道番組
| 期間      | 期間      | 番組名               | 役職                   |
| --------- | --------- | -------------------- | ---------------------- |
| 1984年4月 | 1987年9月 | おはよう!CNN         | メインキャスター       |
| 1988年4月 | 1989年9月 | ANNニュース&スポーツ | ニュース担当キャスター |

その他
- はい!テレビ朝日です